# Constantin Siegwart-Müller

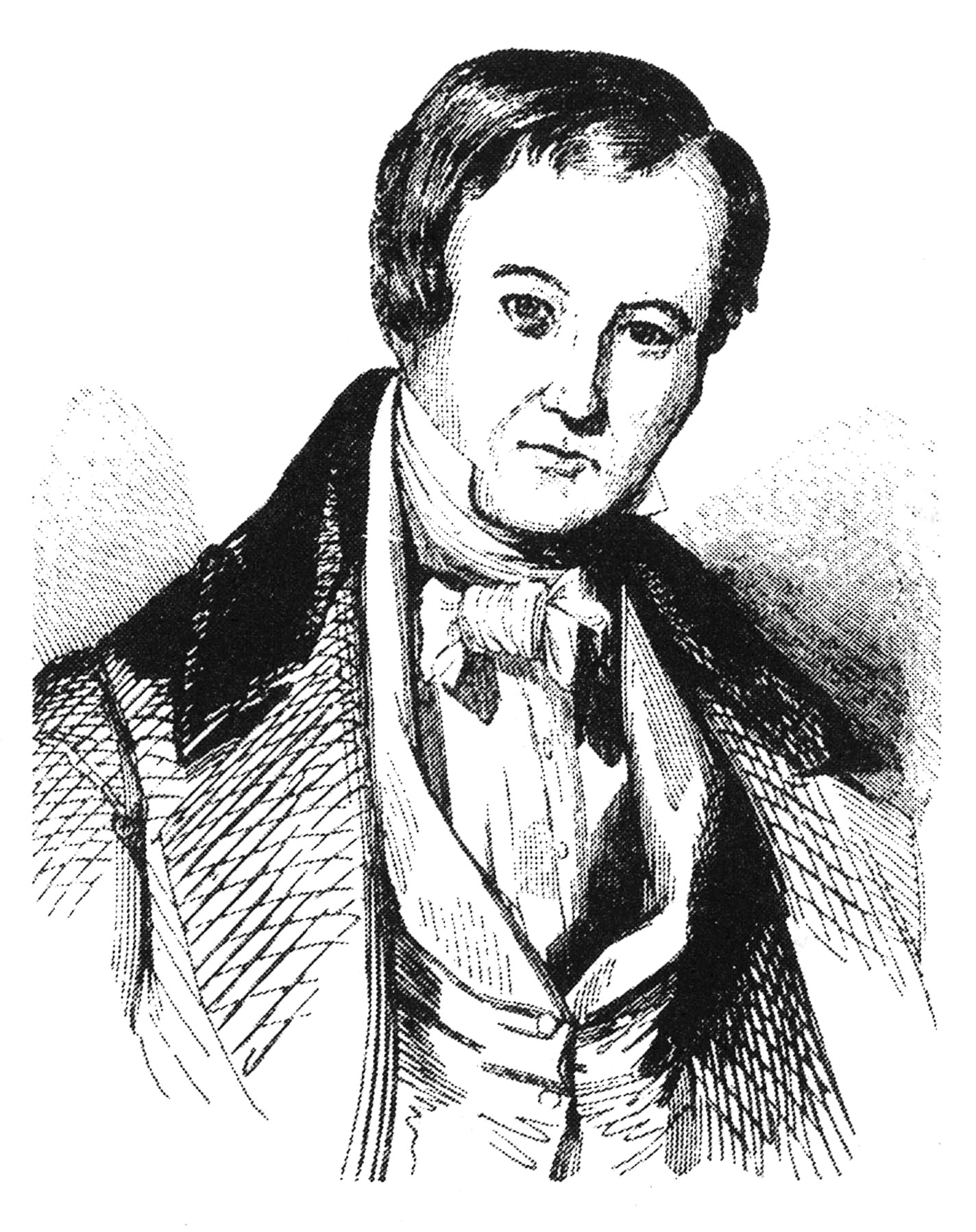
Constantin Siegwart-Müller

Constantin Siegwart-Müller (* 10. Oktober 1801 in Lodrino TI; † 13. Januar 1869 in Altdorf UR) war einer der Führer der Ultramontanen Partei in Luzern und spielte eine wichtige Rolle während des Sonderbundskrieges 1847.
Siegwart-Müller wurde in Lodrino im Tessin geboren, wo sein Vater eine Glashütte besass. 1826 erhielt er das Landrecht von Uri und wurde 1827 Landesfürsprecher. 1832 zog er nach Luzern und erwarb das Bürgerrecht von Oberkirch LU. In Luzern wurde Siegwart-Müller 1834 Staatsschreiber und später Grossrat. In den 1830er Jahren trat er zur konservativen ultramontanen Partei von Josef Leu über und wurde deshalb als Staatsschreiber abgesetzt. 1841 gelang es ihm, als konservativer Vertreter wieder in den Grossrat zu gelangen und schliesslich sogar Regierungsrat, Schultheiss von Luzern und 1844 Präsident der eidgenössischen Tagsatzung zu werden. 1845 wurde er von der AV Semper Fidelis als Ehrenmitglied aufgenommen.
Siegwart-Müller hielt eine Konfrontation zwischen den radikal-liberalen und den konservativ-katholischen Kantonen der Schweiz für unvermeidbar. Er betrieb aktiv die Eskalation der Streitigkeiten der Kantone und nahm als Vorsitzender des Kriegsrates des Sonderbundes Kontakt auf mit dem österreichischen Staatskanzler Metternich, den er zu einer Intervention auf der Seite des Sonderbundes bewegen wollte.
Die Niederlage des Sonderbundes 1847 trieb Siegwart-Müller ins Exil in die österreichische Lombardei, dann nach Innsbruck. 1857 kehrte er in die Schweiz zurück und lebte bis zu seinem Tod 1869 in Altdorf, wo er zwischen 1863 und 1866 seine Memoiren veröffentlichte.

## Werke
- Ratsherr Josef Leu von Ebersol, Altdorf 1863
- Der Kampf zwischen Recht und Gewalt in der Schweizerischen Eidgenossenschaft und mein Antheil daran, Altdorf 1864
- Der Sieg der Gewalt über das Recht in der Schweizerischen Eidgenossenschaft, Altdorf 1866